# Gustaf Törnros
Gustaf Edvard Törnros, född 18 mars 1887 i Frustuna, död 2 april 1941 i Katarina församling i Stockholm, var en svensk friidrottare (långdistanslöpning).
Törnros tävlade för Fredrikshofs IF.
Fadern Erik Axel Törnros som tillhörde den sörmländska gelbgjutarsläkten Törnros var lantbrukare på Hållsta Norrgård utanför Gnesta men hade senare även mässingssmedja inne i Gnesta. 
1899 flyttade Gustaf Törnros till Stockholm och inledde sin idrottskarriär i Fredrikshofs IF samtidigt som han försörjde sig genom arbete i en herrekipering på Hamngatan. Med åren öppnade han egen herrekipering i Götgatsbacken som senare dock flyttades till Hornsgatan.
Han vann SM-guld i maratonlöpning år 1911 och 1912. 
Vid OS 1906 i Athen blev han fyra i maraton. Vid OS 1908 i London kom han in på 21:a plats. Vid OS 1912 i Stockholm utgick han.
Törnros utsågs 1928 till Stor Grabb nummer 11. Han är begravd på Sandsborgskyrkogården i Stockholm.